# Saint-Aubin-du-Désert
Saint-Aubin-du-Désert település Franciaországban, Mayenne megyében. Lakosainak száma 223 fő (2022. január 1.). Saint-Aubin-du-Désert Averton, Courcité, Saint-Mars-du-Désert és Saint-Paul-le-Gaultier községekkel határos.

## Népesség
A település népessége az elmúlt években az alábbi módon változott:
| Lakosok száma | 389  | 292  | 268  | 244  | 267  | 248  | 240  | 229  | 227  | 223  |
|               | 1968 | 1982 | 1990 | 2006 | 2013 | 2015 | 2017 | 2019 | 2020 | 2022 |